# Vincenzo Grassi
Vincenzo Grassi (Marano di Napoli, 17 novembre 1938) è un ex lottatore italiano.

## Biografia
Nato a Marano di Napoli, in provincia di Napoli, nel 1938, gareggiava nella lotta libera, nella classe di peso dei 52 kg (pesi mosca).
Ai Giochi del Mediterraneo di Napoli 1963 si è affermato nel torneo dei 52 chilogrammi vincendo la medaglia d'oro, precedendo il francese André Zoete e il turco Mustafa Kartal.
A 25 anni ha rappresentato l'Italia ai Giochi olimpici di Tokyo 1964, nei pesi mosca (52 kg), vincendo 1º e 3º turno ai punti, rispettivamente contro l'afghano Faiz Mohammad Khakshar e l'irlandese Seán O'Connor, ma perdendo il 2º, sempre ai punti, con il turco Cemal Yanılmaz, prima di uscire al 4º turno contro il giapponese Yoshikatsu Yoshida, poi oro, e terminare all'11º posto.
Nel 1967 ha vinto la sua seconda medaglia d'oro ai Giochi del Mediterraneo di Tunisi 1967, sempre nei 52 chilogrammi.
È stato convocato alle Olimpiadi di Città del Messico 1968, per gareggiare nei pesi mosca. Nel torneo, ha battuto nei primi 3 turni l'australiano John Kinsella per schienata, l'egiziano Mohamed Mongued per superiorità e il mongolo Chimedbazaryn Damdinsharav per squalifica, ed ha perso i due incontri successivi, ai punti contro il giapponese Shigeo Nakata, poi oro e il sovietico Nazar Albarjan, e si è piazzato quinto in classifica.
Ai Giochi del Mediterraneo di Smirne 1972 si è aggiudicato la medaglia d'argento nel torneo dei 52 chilogrammi.
Ha partecipato ai suoi terzi Giochi a 33 anni, a Monaco di Baviera 1972, ancora nei 52 kg, pareggiando al 1º turno con il bulgaro Baju Baev, vincendo i due successivi contro il cubano Miguel Alonso e l'australiano John Kinsella, ma uscendo al 4º turno con il sovietico Arsen Alachverdiev, poi argento.
Non ha mai ottenuto medaglie ai Mondiali o agli Europei, ma ha terminato al 4º posto 3 volte, ai Mondiali di Toledo 1962 e agli Europei di Berlino Est 1970 e Katowice 1972.
In seguito ha aperto una società di lotta al Nord, a Nova Milanese, in provincia di Monza e della Brianza.

## Palmarès
- Giochi del Mediterraneo

Napoli 1963: oro nei 52 kg;
Tunisi 1967: oro nei 52 kg;
Smirne 1971: argento nei 52 kg;